# Daniel Z. Romualdez Airport
Daniel Z. Romualdez Airport, ook bekend als DZR Airport en Tacloban Domestic Airport, is een vliegveld in Tacloban, de hoofdstad van de Filipijnse provincie Leyte. Het vliegveld ligt drie kilometer vanaf het centrum van de stad, aan de overzijde van de Cancabatobaai. Het heeft een regionale functie en is door de Civil Aviation Authority of the Philippines ingedeeld als Principal-Class 1, een klasse waarbinnen de grotere binnenlandse vliegvelden vallen. Het vliegveld is genoemd naar Daniel Z. Romualdez, een voormalig voorzitter van het Filipijns Huis van Afgevaardigden. Romualdez was de oom van Imelda Marcos.
De doortocht van tyfoon Haiyan op 8 november 2013 vernietigde de controletoren en de luchthaventerminal volledig. De luchthaven werd met onmiddellijke ingang buiten dienst gesteld tot de nodige herstellingen zijn uitgevoerd.

## Luchtvaartmaatschappijen en bestemmingen
De volgende luchtvaartmaatschappijen vliegen op Sibulan Airport (situatie november 2011):
- Airphil Express - Cebu, Manilla
- Cebu Pacific - Cebu, Manilla
- Philippine Airlines - Cebu
- Zest Airways - Manilla

### Vervoersaantallen
In 2008 werden 5238 vluchtbewegingen uitgevoerd van en naar Sibulan Airport. Er werden 627.201 passagiers vervoerd en 4.547 ton vracht. Hiermee was Tacloban in dat jaar het achtste vliegveld van het land wat betreft passagiersaantallen.